# Berlin-Totale: Sophienstraße
Berlin-Totale: Sophienstraße ist ein Dokumentarfilm der Staatlichen Filmdokumentation beim Staatlichen Filmarchiv der DDR von Veronika Otten aus dem Jahr 1979.

## Handlung
Der erste Blick geht vom Turm der Sophienkirche über die Dächer und Mansardenwohnungen der Sophienstraße in Berlin-Mitte, um dann am östlichen Ende, an der Ecke Rosenthaler Straße mit dem Spaziergang zu beginnen. Auffallend ist, dass neben dem fortgeschrittenen altersgemäßen Zerfall des Putzes an fast allen Häusern, sich sehr viele Einschusslöcher aus den letzten Kämpfen des Zweiten Weltkriegs befinden. Etwa in der Hälfte der Straße beginnt der Zaun, der die Sophienstraße vom Friedhof der Sophiengemeinde und der dazugehörigen Kirche trennt.
Hier findet die Redakteurin des Films, Veronika Otten, ihren ersten Gesprächspartner, der in dieser Straße wohnt. Bereitwillig erzählt er auf Nachfrage, dass er hier bereits seit 16 Jahren eine Stube mit Küche, Innentoilette und Bad für 36,00 Mark bewohnt. Er bemängelt allerdings, dass der Schornstein des St. Hedwig-Krankenhauses in der Großen Hamburger Straße ständig qualmt, was die Umwelt und ihn selbst stark belastet. Auf der anderen Straßenseite befindet sich das Handwerkervereinshaus, dem die Buchhandlung des Evangelischen Jungmännerwerks folgt. Der nächste Interviewte ist ein junger Mann mit einem Kleinkind auf dem Arm, der mit vier Personen eine Zweizimmerwohnung (14 m² und 16 m²) mit Bad bewohnt und dafür 50,00 Mark bezahlt. Der weitere Gang entlang der Häuser lässt auf Grund der Firmenschilder in den Hauseingängen erkennen, dass sich auf den Hinterhöfen mehrere Betriebe und Handwerksfirmen befinden.
Ein weiterer Befragter berichtet, dass er bereits seit 22 Jahren in der Sophienstraße wohnt. Er hat 1 ½ Zimmer und bezahlt 46,30 Mark Miete, die Toilette befindet sich im Hausflur, eine halbe Treppe höher. Mit dem Wohnumfeld ist er zufrieden, da er aus der 1. Etage schön auf den Park rund um die Sophienkirche blicken kann. Nur die parkenden Autos in der schmalen Straße stören ihn, da sie besonders beim Einsteigen und Abfahren sehr viel Lärm verursachen. Das Verhältnis zu seinen Nachbarn bezeichnet er als sehr gut. Ein Stück weiter quält sich ein Kohlenträger die schmale Treppe in den Keller eines Mietshauses hinunter. Eine weitere Bewohnerin der Straße berichtet, dass sie bereits seit 33 Jahren hier wohnt und für zwei Zimmer 25,80 Mark Miete bezahlt. Die sanitären Verhältnisse lassen sehr zu wünschen übrig, denn die Toiletten befinden sich für das ganze Haus im Erdgeschoss, doch das ist es nicht allein. Nach ihrer Meinung steht das Haus kurz vor den Zusammensturz, woran auch verschiedene Eingaben nichts ändern konnten. Die Gegend gefällt ihr schon und sie möchte auch nicht wegziehen, denn hier ist nun einmal der Mittelpunkt von Berlin. Ein letzter Blick geht noch einmal von der Großen Hamburger Straße zurück in die, nicht sonderlich lange, Sophienstraße.

## Produktion und Veröffentlichung
Dieser Film wurde durch die Staatliche Filmdokumentation am Filmarchiv der DDR mit dem Reihentitel Berlin-Totale. Ein Filmdokument der Staatlichen Filmdokumentation. III. Lebens- und Wohnverhältnisse. 2. Altbaugebiet Berlin-Mitte. c. Sophienstraße gedreht. Er war schwarzweiß im 16-mm-Format und   nicht für eine öffentliche Aufführung vorgesehen.
2019 wurde er zusammen mit einigen weiteren Filmen aus dieser Reihe im Zeughauskino Berlin gezeigt, nachdem diese vor einigen Jahren wiederentdeckt worden waren.
Die Regisseurin Veronika Otten hatte weitere solche Filme über die Sophiengemeinde (1976), den Friedhof der Sophien-Gemeinde (1976), die Sophienkirche (1979) und die meisten Straßen der Umgebung  gedreht.